# Solanum hindsianum
Solanum hindsianum är en potatisväxtart som beskrevs av George Bentham. Solanum hindsianum ingår i släktet skattor som ingår i familjen potatisväxter. Inga underarter finns listade i Catalogue of Life.